# Thelypteris supina
Thelypteris supina är en kärrbräkenväxtart som först beskrevs av Sod., och fick sitt nu gällande namn av Alan Reid Smith. Thelypteris supina ingår i släktet Thelypteris och familjen Thelypteridaceae. Inga underarter finns listade.